# Mistrzostwa Europy w Lekkoatletyce 1962 – chód na 50 km mężczyzn

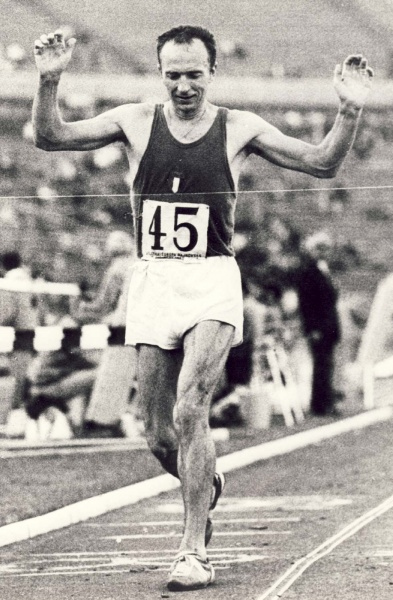
Abdon Pamich

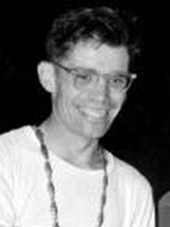
Don Thompson

Chód na dystansie 50 kilometrów mężczyzn był jedną z konkurencji rozgrywanych podczas VII Mistrzostw Europy w Belgradzie. Został rozegrany 14 września 1962 roku. Zwycięzcą tej konkurencji został reprezentant Włoch Abdon Pamich. W rywalizacji wzięło udział dwudziestu jeden zawodników z dziesięciu reprezentacji.

## Rekordy
| Rekord świata     | Michaił Ławrow (SUN)       | 4:00:50   | Kazań, ZSRR        | 05.09.1961 |
| Rekord Europy     | Michaił Ławrow (SUN)       | 4:00:50   | Kazań, ZSRR        | 05.09.1961 |
| Rekord mistrzostw | Jewgienij Maskinskow (SUN) | 4:17:15,4 | Sztokholm, Szwecja | 22.08.1958 |

## Wyniki
| Miejsce | Zawodnik           | Czas      |
| ------- | ------------------ | --------- |
| 1       | Abdon Pamich       | 4:19:46,6 |
| 2       | Grigorij Paniczkin | 4:24:35,6 |
| 3       | Don Thompson       | 4:29:00,2 |
| 4       | Christoph Höhne    | 4:29:37,8 |
| 5       | John Ljunggren     | 4:30:19,8 |
| 6       | István Havasi      | 4:34:14,8 |
| 7       | Hannes Koch        | 4:38:34,4 |
| 8       | Horst Astroth      | 4:39:49,0 |
| 9       | Ingvar Green       | 4:40:08,0 |
| 10      | Joël Vanderhaegen  | 1:41:24,2 |
| 11      | Alexander Bílek    | 4:42:23,0 |
| 12      | Ladislav Moc       | 4:48:31,6 |
| 13      | Eric Hall          | 4:55:47,0 |
| 14      | Alfred Leiser      | 4:57:28,0 |
| 15      | Stefano Serchinic  | 5:13:20,4 |
| –       | Elio Massi         | DNF       |
| –       | Charles Sowa       | DNF       |
| –       | Erwin Stutz        | DNF       |
| –       | Anatolij Wiediakow | DNF       |
| –       | Grigorij Klimow    | DQ        |
| –       | Ray Middleton      | DQ        |